# Skotská gaelština
Skotská gaelština (gaelsky Gàidhlig [kálik], anglicky Gaelic [galik]) je goidelský jazyk keltské větve indoevropské jazykové rodiny. Je příbuzná irštině a manštině. Společně se skotštinou a angličtinou je jedním z jazyků, kterými se hovoří ve Skotsku.
Dodnes jí mluví skotští Gaelové na severozápadním pobřeží Skotska, na souostroví Hebridy a část také v kanadském Novém Skotsku, kde si někteří Skotové dodnes udržují své tradiční zvyky.
Podle sčítání lidu v roce 2001 bylo ve Skotsku 92 400 lidí (1,9 % skotské populace) schopných číst, psát, mluvit nebo rozumět gaelsky. Více než polovina jich žije v oblasti Highlands (Vysočina). Nezanedbatelná část gaelských mluvčích žije ve městech, např. přes 20 % jich žije v glasgowské aglomeraci.
Gaelština nemá ve Skotsku status úředního jazyka, skotská vláda se ji však snaží chránit jako menšinový jazyk. V oblastech s gaelsky mluvícím obyvatelstvem jsou úřední nápisy a silniční ukazatele dvojjazyčné. Jednacím jazykem Skotského parlamentu je angličtina, ale občané mají právo se na parlament nebo jednotlivé poslance obracet v gaelštině a dostat gaelskou odpověď. Pokud poslanec gaelštinu neovládá, musí sám zařídit překlad a parlament mu posléze náklady proplatí.

## Jazyk vdějinném kontextu

Mapy skotských jazyků na základě sčítání lidu v roce 2011:
a) mapa skotské gaelštiny
b) mapa skotské gaelštiny a skotštiny

názvy ve Skotsku kolem roku 1400 podle Davida Rosse, Scottish Place-Names, (Edinburgh, 2001)
Skotská gaelština
Skotština
Nornština

Jazyk, z nějž se současná skotská gaelština vyvinula, přinesli na území dnešního Skotska irští osadníci v 5. století n. l. Klasická gaelština, používaná zejména pro literární účely, byla dlouhá staletí společná pro Irsko i Skotsko. K rozšíření skotské gaelštiny přispěl i úspěch keltské křesťanské církve, jejímž střediskem byl klášter na ostrově Iona. V 10. století byla skotská gaelština jazykem s vysokou prestiží, který se používal pro literární, politické i náboženské účely.
Úpadek skotské gaelštiny začal v 11. století, kdy se král Malcolm III. zvaný Canmore (zkomolenina gaelského přízviska „ceann mòr“, tj. „velká hlava“, v přeneseném významu „velký náčelník, vůdce“) oženil s anglosaskou princeznou Margaret, která se později stala jednou ze skotských národních světic. Margaret byla hluboce zbožná a kultivovaná žena a usilovala o zvýšení kulturní i náboženské úrovně Skotska. Pod jejím vlivem upřednostnil Malcolm, ač sám mluvčí gaelštiny, používání latiny při bohoslužbách a přiklonil se k římským církevním zvyklostem na úkor domácích keltských tradic. Malcolm taktéž usiloval o feudální uspořádání Skotska, které se značně odlišovalo od klanové společnosti. Během následujících staletí se gaelsky mluvící oblasti omezily na Vysočinu a Hebridy.
Po smrti královny Alžběty I. byl jejím nástupcem prohlášen skotský král Jakub VI. Stuart a r. 1603 byl korunován anglickým králem jakožto Jakub I. Stuart. Královský dvůr se přesunul do Londýna a s ním i většina ambiciózní skotské aristokracie. Skotsko tak přišlo o své přirozené kulturní centrum. Král Jakub navíc usiloval o centralizovaný stát a existence svébytné gaelské kultury a fakt, že část skotské populace hovoří skotskou gaelštinou, ideu celistvého Skotska narušovaly. Král se proto zasazoval o potlačení skotské gaelštiny a vydal v tomto směru i několik legislativních nařízení, postavení gaelštiny se týkají např. Ionské zákony (Statutes of Iona).
K úpadku gaelštiny výrazně přispělo i potlačení jakobitských povstání v letech 1715 a 1745. Rebelie měly na Vysočině a na Hebridách značnou podporu a následné represe se jich proto silně dotkly. Až do r. 1782 bylo zakázáno nosit kilty a další součásti tradičního oděvu a hrát na skotské dudy.
V 18. a 19. století také probíhaly odsuny obyvatelstva (Highland Clearances) z Vysočiny a Hebrid, aby se mohly pozemky, které dříve patřily jednotlivým rodinám, sloučit a použít jako pastviny pro výnosnější chov ovcí. První, relativně poklidná fáze odsunů spočívala zejména v stěhování obyvatelstva do pobřežních neúrodných oblastí a velkých měst, druhá, násilnější, v některých případech zahrnovala i vystěhování rodin či celých vesnic do Ameriky. Na tyto traumatické události reaguje řada tradičních básní a písní a vyjadřují se k nim i autoři jako např. Sorley MacLean.
Odsuny, rozsáhlá emigrace, legislativní omezení a negativní postoj části společnosti ke skotské gaelštině způsobil rapidní pokles počtu mluvčích. Obrat nastal ve 20. století, kdy se skotské gaelštině začalo dostávat oficiální podpory. Od r. 1999 zasedá v Edinburghu obnovený skotský parlament, který mimo jiné rozhoduje o většině otázek souvisejících s gaelštinou. Oficiálním orgánem, který má skotskou gaelštinu na starosti, je Bòrd na Gàidhlig Archivováno 15. 3. 2017 na Wayback Machine.. Britská vláda navíc r. 2001 ratifikovala Evropskou chartu minoritních a regionálních jazyků, jíž se zavázala k podpoře a ochraně skotské gaelštiny, velštiny, skotštiny a irštiny. R. 2003 byla Charta ratifikována i vzhledem k manštině a kornštině.
V současné době je gaelština vyučovacím jazykem v některých školkách a školách, gaelská akademie Sabhal Mòr Ostaig nabízí i vysokoškolské programy vyučované plně v gaelštině. Univerzity v Edinburghu, Glasgow, Aberdeenu a Bonnu, stejně jako Univerzita Vysočiny a Západních ostrovů nabízí programy, kde lze studovat skotskou gaelštinu a kulturu gaelského Skotska.

## Pravopis

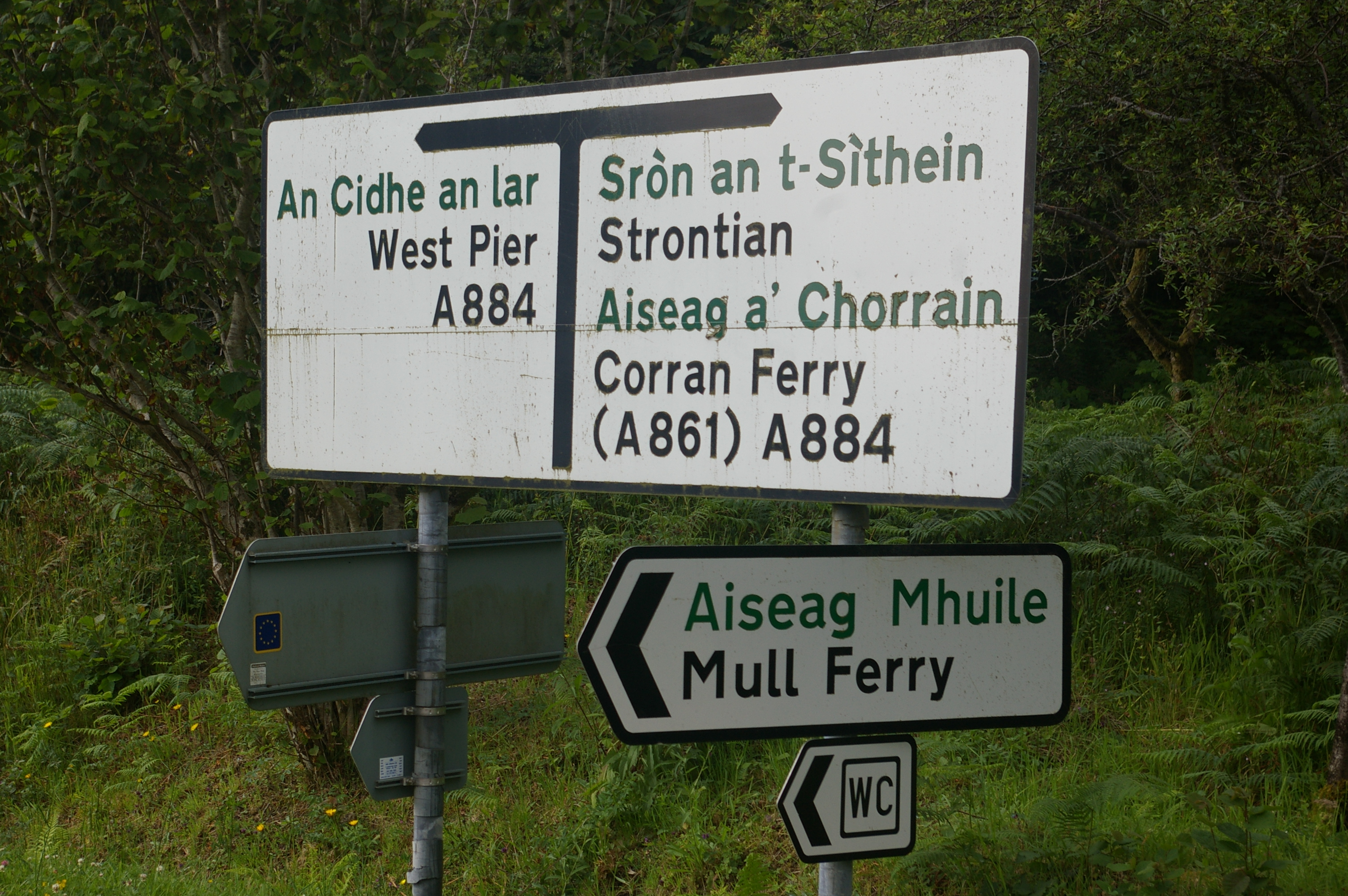
Dvojjazyčný silniční ukazatel poblíž trajektu na ostrov Mull

Gaelská abeceda obsahuje 18 písmen; kromě toho se ale samohlásky vyskytují i s diakritikou (čárka doleva):
| velká: | A | À | B | C | D | E | È | F | G | H | I | Ì | L | M | N | O | Ò | P | R | S | T | U | Ù |
| malá:  | a | à | b | c | d | e | è | f | g | h | i | ì | l | m | n | o | ò | p | r | s | t | u | ù |

Písmena jsou tradičně pojmenovaná podle jmen stromů – ailm (jilm), beith (bříza), coll (líska).

## Gramatika
Skotská gaelština má mnoho rysů podobných češtině, ale samozřejmě se v ní vyskytuje i mnoho rysů odlišných. Mezi nejvýraznější patří:
- ke změně tvaru slova nedochází při skloňování, časování apod. pouze na jeho konci, ale i na jeho začátku (tzv. lenitace).
- podstatná jména mají pouze dva rody, mužský a ženský, a čtyři pády (nominativ, vokativ, genitiv a dativ).
- přídavná jména se kladou až za jméno podstatné.
- zájmena se mnohdy spojují s předložkou do jednoho slova (tzv. předložková zájmena)
- kromě desítkové číselné soustavy existuje i tradiční dvacítková, která je navíc dosud používanější než desítková
- přítomný čas se vždy tvoří s použitím slovesa „být“; pro některé specifické případy existuje zvláštní forma času budoucího (tzv. čas budoucí relativní); častá jsou slovesa složená z více slov
- velmi často se používají částice, zvláště místo české předpony či přípony
- gaelština používá člen určitý (nikoliv však neurčitý)
- ve větě je zpravidla nejdříve sloveso, teprve poté následuje podmět

## Příklady

### Číslovky
| Gaelsky | Česky |
| aon     | jeden |
| dhà     | dva   |
| trì     | tři   |
| ceithir | čtyři |
| còig    | pět   |
| sia     | šest  |
| seachd  | sedm  |
| ochd    | osm   |
| naoi    | devět |
| deich   | deset |

### Užitečné pozdravy a fráze
| Skotská gaelština                  | Česky                         |
| Halò!                              | Ahoj!                         |
| Madainn mhath!                     | Dobré ráno!                   |
| Feasgar math!                      | Dobré odpoledne!              |
| Oidhche mhath!                     | Dobrý večer!                  |
| Mar sin leat/leibh!                | Na shledanou! (tykání/vykání) |
| ʻS e / Chan e                      | Ano / Ne                      |
| Mas e do thoil e / Mas e ur toil e | Prosím (tykání/vykání)        |
| Tapadh leat/leibh!                 | Děkuji! (tykání/vykání)       |
| Mòran taing!                       | Děkuji mnohokrát!             |
| Tha mi duilich                     | Promiň                        |
| Clì / Deas                         | Levý / Pravý                  |

## Vzorový text
Otče náš (modlitba Páně):
Ar n-Athair, a tha air nèamh,
gu'm bu naomh a bhios t'ainm;
gu'n tigeadh do rìoghachd,
gu'n dèanar do thoil
air an talamh mar a tha air nèamh.
Thoir dhuinn an diugh ar n-aran lathail;
math dhuinn ar fiachan,
mar a mhathas sinne
do luchd-ar fiach.
Is na leig ann am buaireadh sinn.
Ach saor sinn o'n olc. Amen.

### Všeobecná deklarace lidských práv
| gaelsky | Tha gach uile dhuine air a bhreth saor agus co-ionnan ann an urram 's ann an còirichean. Tha iad air am breth le reusan is le cogais agus mar sin bu chòir dhaibh a bhith beò nam measg fhein ann an spiorad bràthaireil. |
| česky   | Všichni lidé se rodí svobodní a sobě rovní co do důstojnosti a práv. Jsou nadáni rozumem a svědomím a mají spolu jednat v duchu bratrství.                                                                                |